# ViVi (сингл)
Виви — пятый сингл-альбом южнокорейской гёрл-группы LOOΠΔ пятой представленной участницы ВиВи, и пятая часть пре-дебютного проекта группы. Сингл был выпущен компанией Blockberry Creative 17 апреля 2017 года. Альбом состоит из двух треков, «Everyday I Love You» при участии Хасыль и «Everyday I Need You» при участии ранее не представленной участницы Джинсоль.

## Выпуск и продвижение
13 февраля была представлена Виви, пятая участница LOOΠΔ.
5 апреля было объявлено, что следующий сингл-альбом будет альбомом Виви. Альбом был выпущен 17 апреля, фотосессия к альбому прошла в Пусане.
16 апреля был выпущен дебютный клип Виви «Everyday I Love You». 13 мая был выпущен клип на песню «Everyday I Need You».

## Музыкальные клипы
В съёмках клипа на песню «Everyday I Love You» приняли участие все представленные на тот момент участницы — Хиджин, Хёнджин, Хасыль, Ёджин и Виви.
Клип «Everyday I Need You» был снят в Гонконге, в нём впервые представлена будущая участница LOOΠΔ Джинсоль.

## Список композиций
| №                   | Название                               | Текст песни                                 | Музыка                                                       | Аранжировка                                   | Длительность |
| ------------------- | -------------------------------------- | ------------------------------------------- | ------------------------------------------------------------ | --------------------------------------------- | ------------ |
| 1.                  | «Everyday I Love You» (feat. Хасыль)   | Yoon Young-min, Child's Play, Kim Nam-young | Child's Play, Yoon Young-min, Kim Nam-young, Melody Workshop | Child's Play, Yoon Young-min, Melody Workshop | 3:28         |
| 2.                  | «Everyday I Need You» (feat. Джинсоль) | Yoon Young-min, Child's Play, Kim Nam-young | Yoon Young-min, Child's Play, Kim Nam-young                  | Yoon Young-min, Child's Play, Kim Nam-young   | 3:10         |
| Общая длительность: | Общая длительность:                    | Общая длительность:                         | Общая длительность:                                          | Общая длительность:                           | 6:38         |

## Чарты
| Чарт                                 | Высшая позиция | Продажи       |
| ------------------------------------ | -------------- | ------------- |
| Южная Корея Gaon Weekly Album Chart  | 14             | - KOR: 1,666+ |
| Южная Корея Gaon Monthly Album Chart | 53             | - KOR: 1,666+ |